# Všemyslice
Všemyslice (en allemand : Schemeslitz) est une commune du district de České Budějovice, dans la région de Bohême-du-Sud, en République tchèque. Sa population s'élevait à 1 108 habitants en 2020.

## Géographie
Všemyslice se trouve à 18 km au sud-est de Písek, à 29 km au nord-nord-ouest de České Budějovice et à 96 km au sud de Prague.
La commune est limitée par Albrechtice nad Vltavou, Chrášťany et Hosty au nord, par Týn nad Vltavou à l'est, par Temelín au sud, et par Protivín, Žďár et Paseky à l'ouest.

## Histoire
La première mention écrite du village date de 1352.